# 金井貢

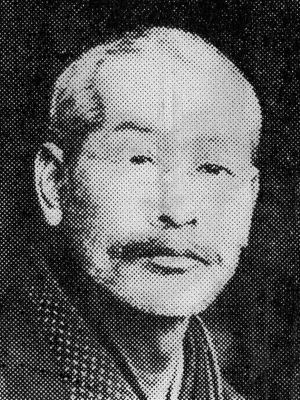
金井貢

金井 貢（かない みつぐ、安政5年1月27日〈1858年3月12日〉 - 1924年〈大正13年〉11月30日）は、明治から大正期の酒造家、実業家、政治家。衆議院議員、群馬県新田郡尾島町長。旧姓・𠮷田、初名・只五郎、号・雄州（洲）。

## 経歴
武蔵国幡羅郡原井村（埼玉県幡羅郡原井村、太田村大字原井村、大里郡太田村、妻沼町を経て現熊谷市）で、𠮷田光平の長男として生まれ、上野国新田郡尾島村（群馬県新田郡尾島村、尾島町尾島を経て現太田市尾島町）の酒造家・金井又市の養子となる。1874年（明治7年）熊谷県立暢発学校（のち群馬県師範学校）で学び、その後、旧久保田藩士・山下淳良に師事し和漢学を修めた。書は日下部鳴鶴に学んだ。
1881年（明治14年）私立啓沃学校を設立し、教頭に渡辺真楫を招聘し、郷土の子弟の教育に尽くした。
1879年（明治12年）尾島町生糸改所頭取に就任し、群馬県生産会社尾島分社長となる。1886年（明治19年）3月、新田郡蚕糸業組合組長となり新田郡養蚕改良伝習所を設けた。その他、群馬県蚕糸業組合会議員、蚕糸業中央部会議員、関東東北一府十九県酒造家組合幹事、群馬県酒造業組合本部長、全国酒造家組合連合会委員、上州新聞社長、群馬県農工銀行設立委員、酒家生命保険取締役などを務めた。
1881年（明治14年）自由党が結成されるとこれに加わり、各地を遊説して党勢の拡大に努めた。1882年（明治15年）尾島村衛生委員に就任。その他、群馬県勧業委員、新田郡学務委員、新田郡町村連合会議員、尾島村安養寺村連合戸長、尾島村連合会議員、新田郡学事会議員、新田郡所得税調査委員、学事奨励委員、新田郡徴兵参事員などに在任。1884年（明治17年）群馬県会議員に当選。1887年（明治20年）貢に改名。1889年（明治22年）4月、尾島町会議員に当選。1897年（明治30年）4月、県会議員に再選され、同参事会員、地方衛生会委員、地方森林会員などを務めた。1916年（大正5年）尾島町長に就任し1期在任した。
1892年（明治25年）2月、第2回衆議院議員総選挙（群馬県第2区）で初当選し、第6回総選挙まで2回再選され、衆議院議員に通算3期在任した。
墓所は太田市尾島町の哀愍寺。

## 国政選挙歴
- 第1回衆議院議員総選挙（群馬県第2区、1890年7月、自由党）落選[8]
- 第2回衆議院議員総選挙（群馬県第2区、1892年2月、弥生倶楽部）当選[4][7][8]
- 第3回衆議院議員総選挙（群馬県第2区、1894年3月、自由党）当選[4][7][8]
- 第4回衆議院議員総選挙（群馬県第2区、1894年9月、自由党）次点落選[9]
- 第6回衆議院議員総選挙（群馬県第2区、1898年8月、憲政党）当選[4][7][9]
- 第7回衆議院議員総選挙（群馬県郡部、1902年8月、立憲政友会）落選[10]